# Copley (Ohio)
Pour les articles homonymes, voir Copley.
Copley est une communauté non incorporée du comté de Summit en Ohio.
Les premières habitations datent des alentours de 1819.